# Orepuki
Orepuki est une localité située dans la région du Southland, dans l’Île du Sud de la Nouvelle-Zélande.

## Situation
Elle est établie aux pieds de la chaîne de Longwood Range (en).
C’est une petite ville de campagne localisée sur la côte de la baie de Te Waewae (en), à quelque 20 minutes de la ville de Riverton et à 15 minutes de celle de Tuatapere donc à environ 50 minutes de la cité d’Invercargill.

## Population
C’était autrefois le siège d’une ville minière de chercheur d’or de 3 000 personnes, mais aujourd’hui Orepuki n'est plus qu'une ville fantôme avec un assortiment de magasins abandonnés, de reliques de l’extraction de l’or, qui sont les seuls restes de sa gloire ancienne.

## Toponymie
La translation anglaise de 'Orepuki' a été sujet à de nombreuses théories :
Aro-puke ou 'falaise en ruines' étant une des suggestions les plus populaires.
En 1923, ‘Henry P. Young’, l’ancien instituteur de l’école d’’Orepuki School’, disait dans une discussion sur la branche du Southland de la ‘N.Z. Society’, publié dans Southland Times, « le nom propre est "Aropaki" et signifie une zone brillante ou en expansion ». Dans Ngā Ingoa o Aotearoa: un oral dictionaire oral des noms de places des Māori, enregistré en 1992, kaumātua George Te Au local offre une prononciation à la fois ‘Ore-PUki et ō-Rāpaki’.

## Histoire
À la période pré-européenne, les Māori locaux utilisaient les pierres précieuses uniques et très prisées à type de grenats, trouvées sur les plages pour polir et donner forme à leurs 'toki' ou herminettes (en).
Un colon européen venant par la mer : John Boultbee (en) nota en 1827, qu’il y avait là un ”ancien et petit” village māori situé près de la ville actuelle d’Orepuki.
Il semble qu’aucune trace n’ait été trouvée de ce village, balayé par les chercheurs d’or et les derniers mineurs et leur activité d’aspiration du sable à la recherche de l'or.
L’origine européenne du centre-ville d’Orepuki débuta avec la découverte de l’or sur la plage dans le sable noir en 1865.
Le premier village de tentes de Hirstfield se dressa près de Monkey Island (dans le lit duquel les bateaux pouvaient jeter l’ancre).
Plusieurs années plus tard, un second centre-ville légèrement plus permanent fut construit au nord du village actuel, connu comme le Garfield.
Les opérations de mines toutefois, firent que ce site était sur les terres supposées contenir de l’or, aussi les personnes et leurs maisons, y compris l’école, furent déplacées sur le site présent pour permettre la mise en place d’autres activités de mines à la place.

## Accès
Le 25 mai 1885 un embranchement du chemin de fer fut ouvert en direction de Orepuki, fournissant un moyen de transport rapide vers la ville d’Invercargill.
Le 1er octobre 1903, un autre extension à partir d’Orepuki fut ouverte et la ligne finalement devint la branche de Tuatapere (en).
La section de la ligne entre Riverton et Tuatapere ferma le 30 juillet 1976. 
Les bâtiments de la gare d’Orepuki sont toujours debout, mais relocalisés pour servir à d’autres usages dans le cadre d’une ferme.

## Activités économiques
D’autres industries se sont développées et ont fonctionné dans le secteur d’Orepuki comprenant une scierie, des mines de charbon, des entreprises d’exploitation de schistes, une fonderie pour extraire du platine, un moulin à phormium et surtout l’agriculture, qui reste l’activité principale actuellement.
Un fléchage d’anciens bâtiments existant toujours et le centre-ville actuel, comporte un pub, un terrain de boule, un hall communautaire, une église avec une population d’environ 100 personnes.
En 2014, la ville d’Orepuki commença une transformation avec la construction de nouvelles maisons et la rénovation des autres, et l’ouverture du Orepuki Beach Cafe.

## Éducation
L’école Orepuki Primary School ferma en 2003. 

## Personnalités notables
Le secteur est fameux pour la présence d’un certain nombre d’anciens joueurs des All Blacks, plusieurs fois champions du monde de rugby. 

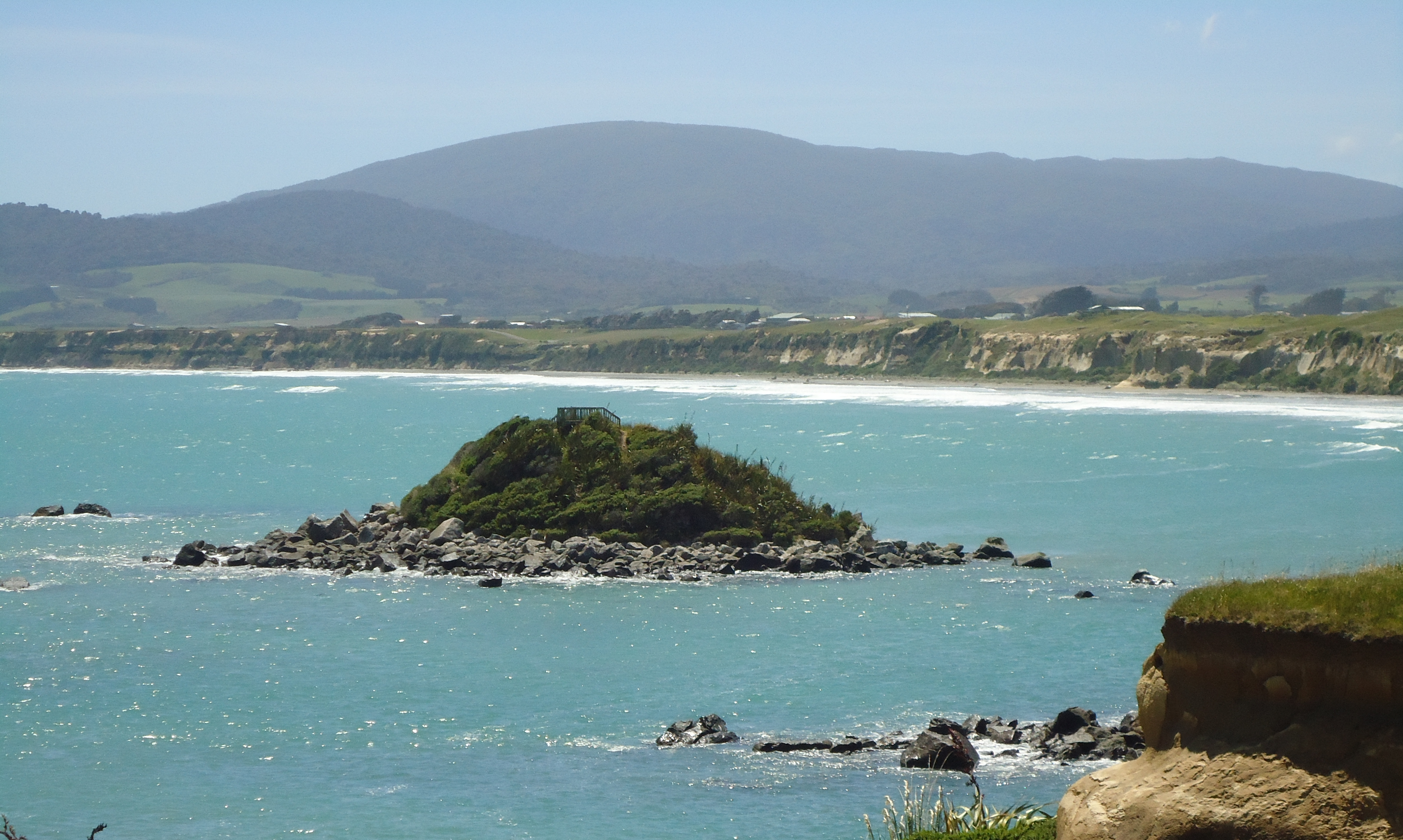
Monkey Island, Orepuki, Southland, New Zealand. Le centre-ville d’Orepuki dans le lointain.

## Attractions à proximité
La présence de son groupe d‘odd trees, qui apparaissent être soumis à une tempête perpétuelle, même dans le calme complet (la fréquence des violents vents salés venant de la mer les ayant déformés et courbé de nombreux arbres à pratiquement 90°).
Entourant la ville, les localités comprennent Pahia, Round Hill, Wakapatu, Ruahine, Colac Bay, Garden Bay, Cosy Nook, Waihoaka, Te Waewae et Te Tua.
- Monkey Island[5] ; est une petite île et un mini lagon en dehors de l’extrémité sud de la plage, accessible durant la marée basse avec un petit chemin de randonnée.

Les Māori locaux utilisaient l’île comme point de vue traditionnel pour surveiller le passage des baleines franches australes et appelaient ce lieu : 'Te Puka o Takitimu', ou l'Anchorstone du Waka Takitimu (en).
- Gemstone Beach[6] ;  située à ¹⁄₂ km au nord de la ville d’Orepuki, cette plage sauvage contient des pierres semi-précieuse à type de grenat, de jaspe orbiculaire, sable de grenats, quartz de rodinguite, semi-néphrite, fossiles de déjections de vers, huile de schiste et saphirs insaisissables.
- McCracken's rest ; une zone de repos qui fournit une vue spectaculaire et panoramique sur la côte à partir de la ville de Pahia en direction de l’embouchure du fleuve Waiau et plus loin vers l’ancienne ville de chargement des troncs de bois de Port Craig.